# 수리남의 재외공관 목록

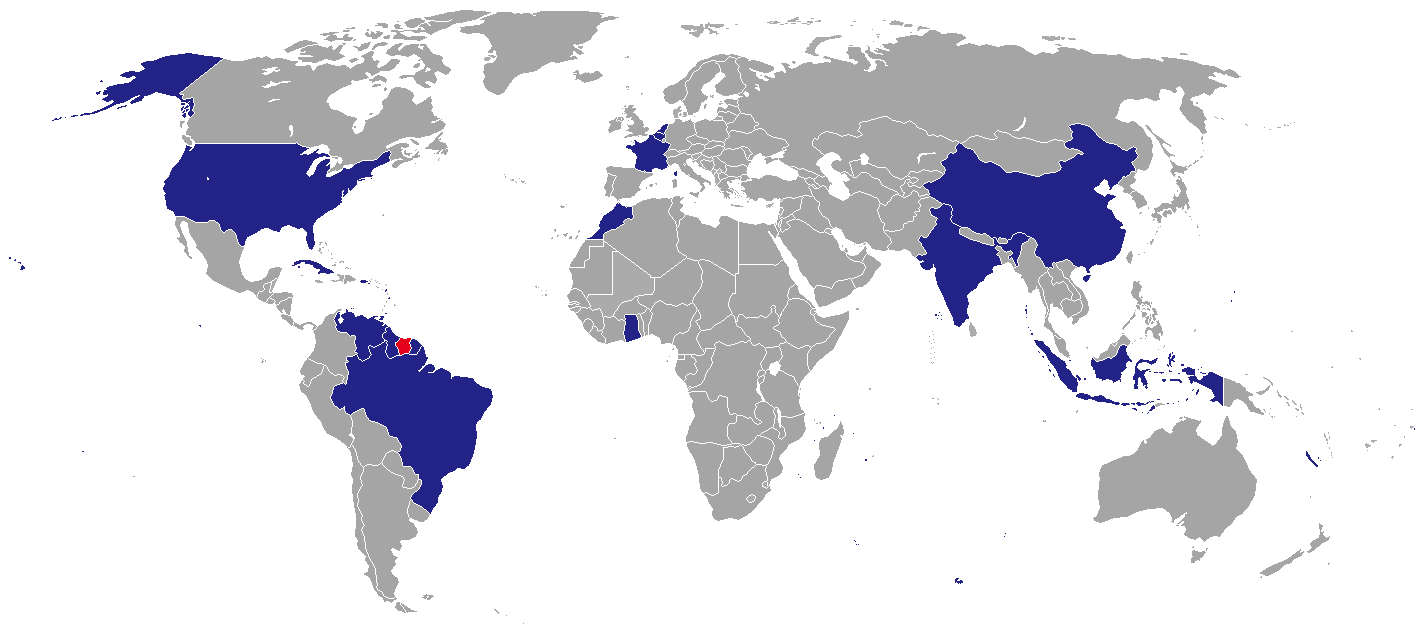
수리남의 재외공관

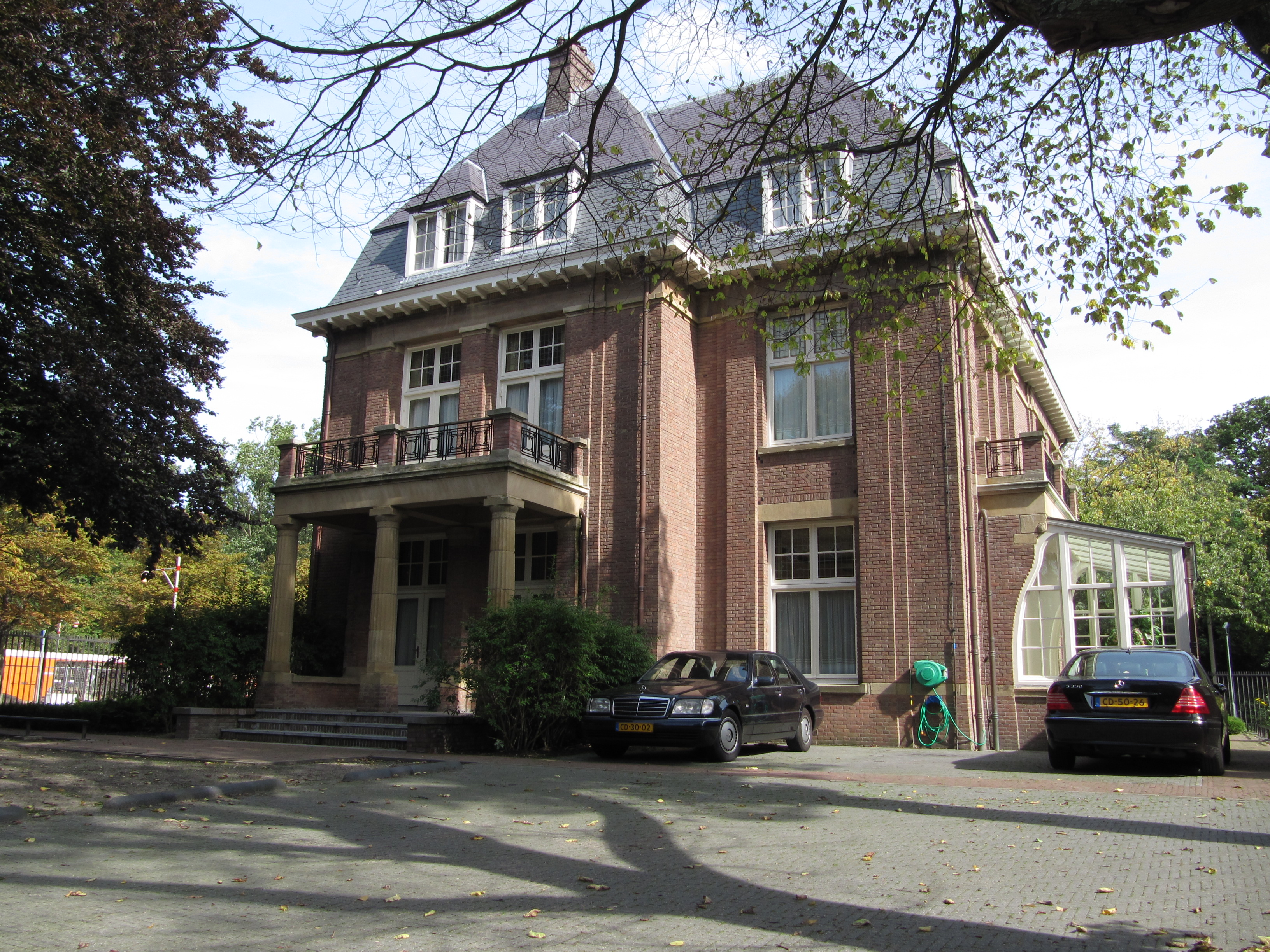
헤이그 주재 수리남 대사관

수리남의 재외공관 목록은 수리남 주재 대사관을 각국에 상주시켜 놓는 것을 의미하며, 수리남의 재외공관을 나열한 목록이다.

## 아프리카
- 가나 : 아크라 (대사관)
- 모로코 : 라바트 (대사관)[1], 다클라 (총영사관)[2]

## 아메리카
- 브라질 : 브라질리아 (대사관)
- 쿠바 : 아바나 (대사관)
- 가이아나 : 조지타운 (대사관)
- 트리니다드 토바고 : 포트오브스페인 (대사관)
- 미국 : 워싱턴 D.C. (대사관), 마이애미 (총영사관)
- 베네수엘라 : 카라카스 (대사관)

## 유럽
- 벨기에 : 브뤼셀 (대사관)
- 프랑스 : 파리 (대사관), 카옌 (총영사관)
- 네덜란드 : 헤이그 (대사관), 암스테르담·빌렘스타트 (총영사관)

## 아시아
- 중화인민공화국 : 베이징 시 (대사관)
- 인도 : 뉴델리 (대사관)
- 인도네시아 : 자카르타 (대사관)

## 대표부
- UN 수리남 정부 대표부 : 뉴욕
- EU 수리남 정부 대표부 : 브뤼셀
- 미주 기구 수리남 정부 대표부 : 워싱턴 D.C.